# Louis Chevrolet

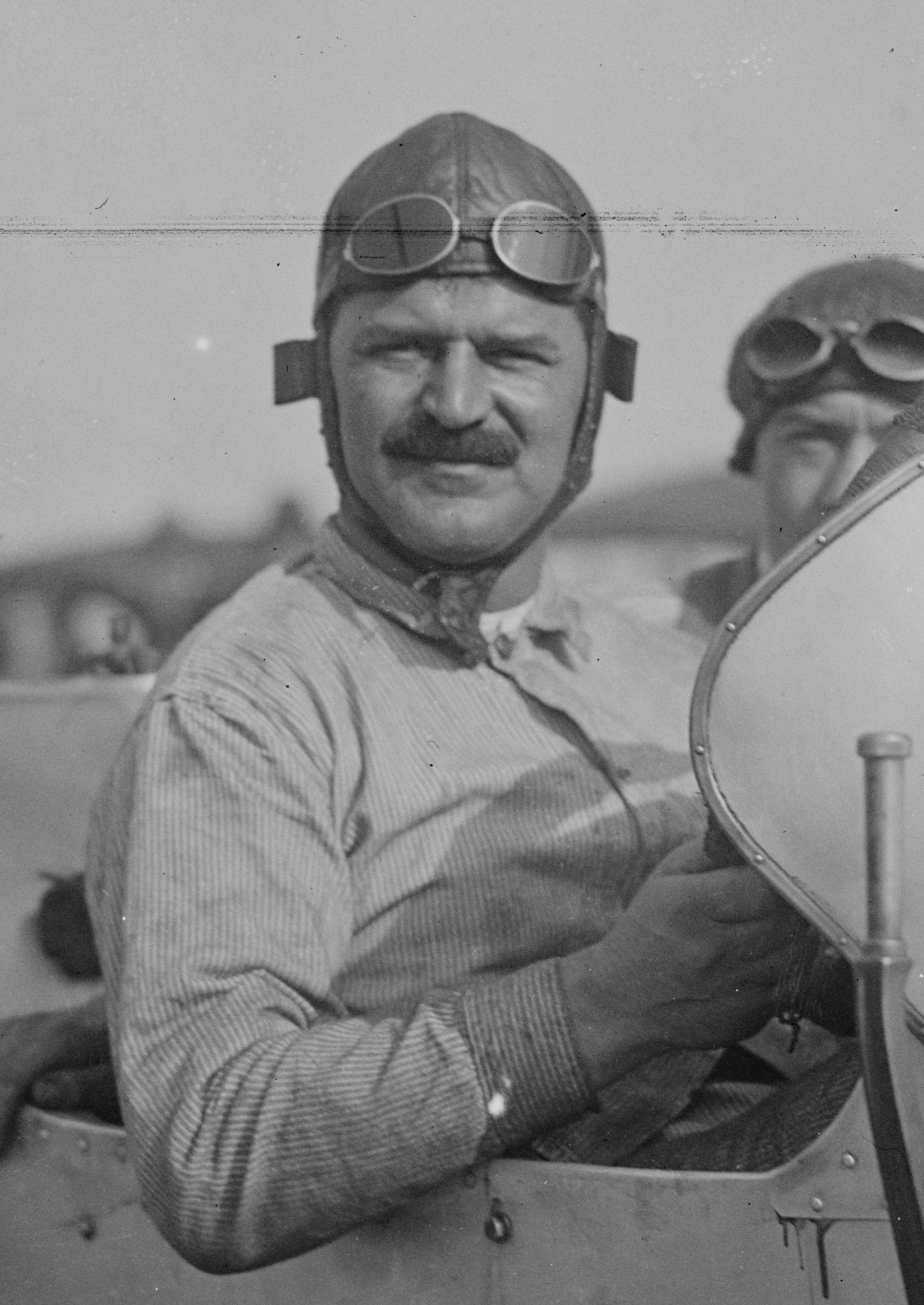
Louis Chevrolet

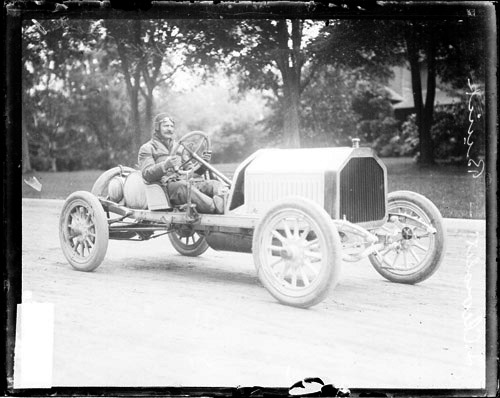
Louis Chevrolet in einem Buick-Rennwagen (in Crown Point, Indiana, während des Cobe-Cup-Rennens 1909)

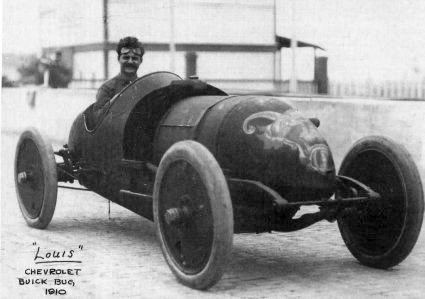
Louis Chevrolet in einem Buick „Bug“ Rennwagen am Vanderbilt Cup 1910

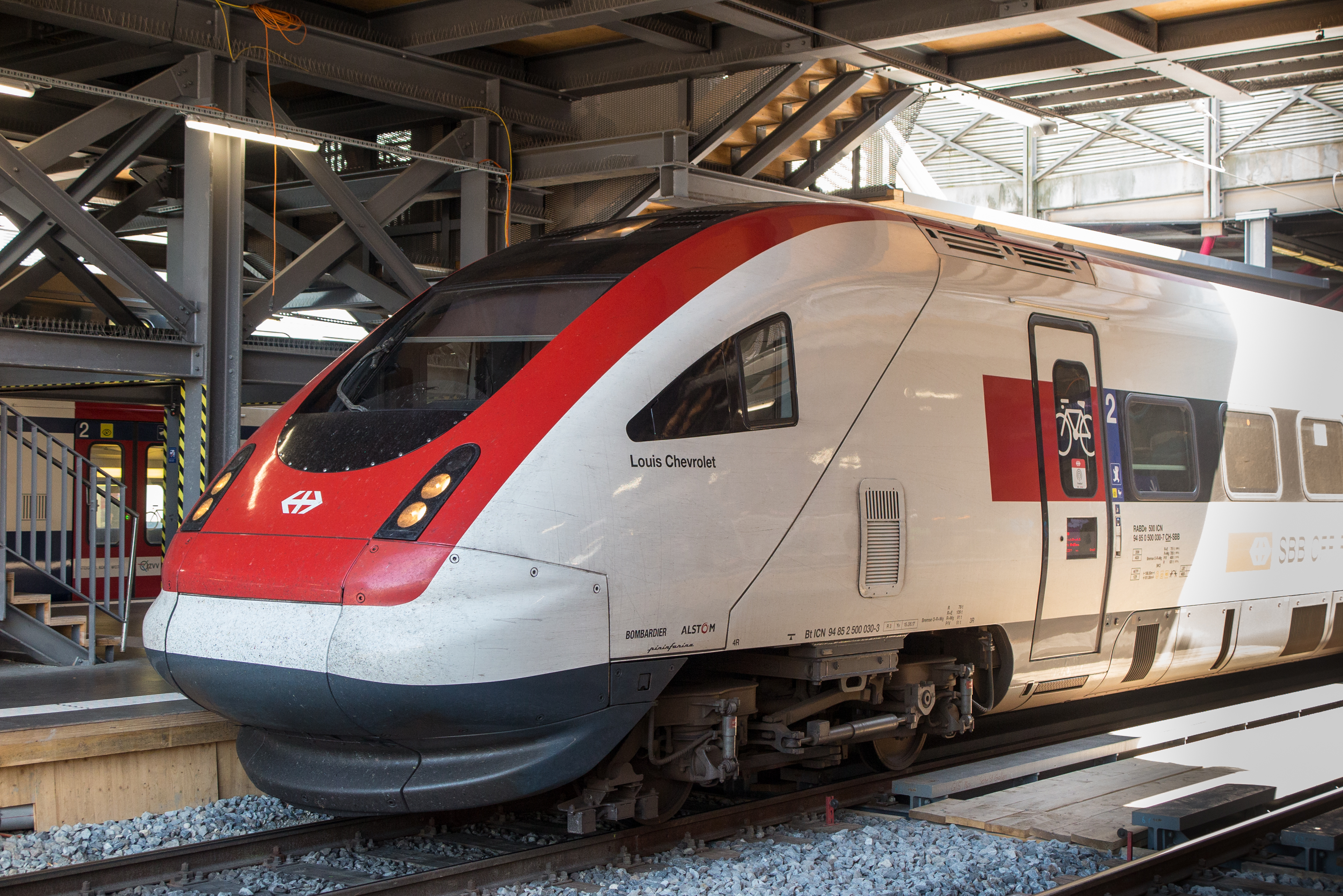
Zu Ehren Louis Chevrolet' benannter ICN der SBB

Louis Chevrolet (* 25. Dezember 1878 in La Chaux-de-Fonds, Kanton Neuenburg; † 6. Juni 1941 in Detroit, Michigan) war ein Schweizer und ab 1915 US-amerikanischer Autorennfahrer und der Gründer der Chevrolet Motor Car Company, die heute zum General-Motors-Konzern gehört.

## Leben und Wirken
Chevrolet war der zweite Sohn von acht Kindern des Uhrmachers Joseph Félicien Chevrolet und seiner Frau Marie-Anne Mahon, die 1876 im jurassischen Bonfol geheiratet hatten. Der Vater arbeitete in La Chaux-de-Fonds und Bonfol, aber 1886 verließ er mit seiner Familie die Schweiz, um in Beaune im Burgund zu arbeiten und zu leben. In dieser Zeit fand Louis als junger Mann zu seinem Interesse am Rennsport. Ab 1890 machte er bei Louis Roblin eine Lehre als Velo- und Kutschenmechaniker. Mit einem Motorfahrzeug kam er erstmals 1893 in Berührung. Er arbeitete eine Zeit lang als Mechaniker und fuhr in der Freizeit erfolgreich Fahrradrennen. Anfang 1899 ging er nach Paris, um in einer Autofabrik zu arbeiten.
Von dort aus wanderte er 1900 nach Montreal in Kanada aus. Im folgenden Jahr ging er nach New York, wo er von Fiat als Werksfahrer angestellt wurde. 1905 konnte er mit einem 90-PS-Fiat im Morris Park in New York sein erstes Autorennen bestreiten. Er gewann das Rennen und stellte mit 109,7 km/h einen Geschwindigkeitsweltrekord auf. Er wurde von der amerikanischen Presse The dare devil Frenchman genannt. 1906 wurde er Chefkonstrukteur von John Walter Christie in Philadelphia. Er konstruierte den Darracq V8, mit dem er erneut zahlreiche Rennen gewann und mit 191,5 km/h auch einen neuen Geschwindigkeitsweltrekord aufstellte.
Als er 1909 für die Buick Motor Company arbeitete, lernte er viel über Autokonstruktion und begann, seinen eigenen Motor für ein neues Auto zu entwickeln. 1911 wurde er Partner von William Durant, und sie gründeten die Chevrolet Motor Car Company in Detroit. Nur ein Jahr später wurde das Modell Classic Six vertrieben, eine viertürige Limousine, die für 2.150 Dollar zu haben war. Wegen des Kleinwagens Chevrolet 490 hatte Chevrolet 1915 unüberbrückbare Differenzen mit Durant und verkaufte diesem seinen Firmenanteil von 1,7 Prozent. Ein Jahr später wurde die Firma mit General Motors zusammengelegt.
Chevrolet kehrte zum Autorennsport zurück, indem er die Frontenac Motor Corporation gründete, um Rennwagen zu bauen. 1917 gewann er die Rundrennen von Cincinnati, Chicago, Sheepshead Bay und Ascot. Seine Brüder Arthur und Gaston Chevrolet (1892–1920) wurden immer mehr seine größten Konkurrenten. Gaston gewann 1920 das Indianapolis 500 Meilen-Rennen in einem Auto namens Frontenac, das Louis Chevrolet konstruiert hatte. Auch Louis bestritt in diesem Jahr nochmals vier Rennen, mit einem 7. Rang als bestem Resultat. Als der jüngere Bruder Gaston am 25. November 1920 auf der Rennstrecke von Beverly Hills tödlich verunglückte, fuhr Louis keine Rennen mehr.
Er widmete sich in der Folge der Weiterentwicklung der Fahrzeuge in seiner Firma. 1921 rollte der erste Prototyp aus dem Werk Frontenac, ein Jahr später arbeiteten 1.500 in dieser Firma. Infolge der Wirtschaftskrise ging ihm das Geld aus, und Frontenac musste 1923 Konkurs anmelden. 1926 begann er den leichten Flugzeugmotor Chevrolair 333 zu bauen, aber ein Jahr darauf zerstritt er sich mit seinem Bruder Arthur und gründete in Indianapolis die Chevrolet Air Car Company. 1929 zog er nach Baltimore und rief mit Glenn L. Martin, einem Zulieferer von Ford, die Chevrolet Aircraft Corporation ins Leben, die jedoch nur bis zur Wirtschaftskrise Bestand hatte. 1932 konnte er einen 10-Zylinder-Flugzeug-Sternmotor zum Patent anmelden, das er aber erst drei Jahre später erhalten sollte. Als vom Leben gezeichneter Mann kehrte er 1933 als Mechaniker zur Firma Chevrolet nach Detroit zurück. Ein Jahr später erlitt er einen ersten Hirnschlag, der ihn zur vorzeitigen Pensionierung zwang. Am 6. Juni 1941 starb er, was aber von der Presse kaum mehr wahrgenommen wurde. Auf Wunsch wurde Louis Chevrolet neben seinem Bruder Gaston in Indianapolis unweit der Rennstrecke beigesetzt.

## Ehrungen
- 1975 wurde das Chevrolet-Memorial in Indianapolis errichtet.
- 1991 wurde die Place Louis Chevrolet in Bonfol eingeweiht.[4]
- 1992 wurde er in die International Motorsports Hall of Fame aufgenommen.
- 2011 wurde in La Chaux-de-Fonds ein Denkmal, eine 5 Meter hohe Skulptur, durch den Künstler Christian Gonzenbach geschaffen.[5]
- Ihm zu Ehren wurde eine SBB IC-Neigezugkomposition RABDe 500 030 getauft.
- Das Stade Louis Chevrolet in Bonfol, ein einfacher Gemeindefußballplatz des FC Bonfol, ist nach ihm benannt.[6]